# La Zarza de Pumareda
La Zarza de Pumareda ist eine nordspanische Gemeinde (municipio) mit 133 Einwohnern (Stand: 2024) in der Provinz Salamanca in der Autonomen Gemeinschaft Kastilien-León.

## Lage
La Zarza de Pumareda liegt im Nordwesten der Provinz Salamanca in einer Höhe von ca. 701 Metern ü. d. M. in der felsigen Landschaft des Naturparks Arribes del Duero. Der Río Uces begrenzt östlich die Gemeinde. Die Provinzhauptstadt Salamanca ist etwa 90 Kilometer (Fahrtstrecke) in ostsüdöstlicher Richtung entfernt.

## Bevölkerungsentwicklung
| Jahr      | 1950 | 1960 | 1970 | 1981 | 1991 | 2000 | 2011 | 2021 |
| Einwohner | 511  | 689  | 384  | 293  | 239  | 188  | 157  | 138  |

## Sehenswürdigkeiten
- Die Pfarrkirche (Iglesia de San Lorenzo)
- Brücke aus dem 17./18. Jahrhundert
- Turm